# جي. ويليام ستانتون
جي. ويليام ستانتون هو سياسي أمريكي، ولد في 20 فبراير 1924 في باينسفيل في الولايات المتحدة، وتوفي في 11 أبريل 2002 في جاكسونفيل في الولايات المتحدة. نشط حزبياً في الحزب الجمهوري. وقد انتخب عضو مجلس النواب الأمريكي ‏.